# Pantelleria
Pantelleria (szicíliaiul Pantiddirìa) Olaszországhoz tartozó sziget a Földközi-tengeren, Szicíliától 100 km-re délnyugatra, Tunéziától kb. 65 km-re északkeletre, ahonnan a partvonala gyakran szabad szemmel is látható.
Területe vulkanikus eredetű, legmagasabb pontja 836 m tszfm. Kikötője folyamatos kapcsolatot tart Trapani kikötőjével. Repülőtérrel is rendelkezik és rendszeres járatok kötik össze Olaszországgal; Rómával, Palermóval,  Nápollyal. 
A sziget ma kedvelt nyaralóhely.

## Éghajlata
| Hónap                                    | Jan. | Feb. | Már. | Ápr. | Máj. | Jún. | Júl. | Aug. | Szep. | Okt. | Nov. | Dec. | Év   |
| ---------------------------------------- | ---- | ---- | ---- | ---- | ---- | ---- | ---- | ---- | ----- | ---- | ---- | ---- | ---- |
| Átlagos max. hőmérséklet (°C)            | 13,9 | 14,0 | 15,2 | 17,7 | 21,9 | 25,7 | 28,2 | 29,0 | 26,5  | 22,6 | 18,1 | 15,1 | 20,7 |
| Átlagos min. hőmérséklet (°C)            | 10,0 | 9,6  | 10,3 | 11,9 | 15,2 | 18,7 | 21,3 | 22,4 | 20,4  | 17,5 | 13,8 | 11,1 | 15,2 |
| Átl. csapadékmennyiség (mm)              | 76   | 51   | 38   | 33   | 15   | 4    | 2    | 4    | 50    | 72   | 89   | 68   | 502  |
| Havi napsütéses órák száma               | 124  | 138  | 186  | 207  | 257  | 282  | 322  | 310  | 237   | 202  | 156  | 124  | 2546 |
| Forrás: Atlante climatico frommeteoam.it |      |      |      |      |      |      |      |      |       |      |      |      |      |

## Környezet
A Pantelleria Nemzeti Parkot 2016-ban hozták létre, és a sziget 80%-át teszi ki.
A nemzeti parkban, a repülőtér közelében található Lago di Venere ('Vénusz tükre') egy természetes tó, amely egy kihalt vulkáni kráterben képződött, és amelyet az eső és hőforrások táplálnak. Népszerű hely a turisták körében.

## Története
Az első bizonyíték az emberi jelenlétről a szigeten a őskőkorszakra nyúlik vissza: ezt régészeti leletek bizonyítják a szigeten, Szicíliából, Tunéziából, Dél-Olaszországból és Franciaországból származó obszidián eszközök, valamint a műhelyek és a kőszerszámkészítő iparágak bizonyítékai. Arenella és Salto La Vecchia területei, amelyek állandó helyi környezethez kapcsolódnak, vagy a nyersanyagok (obszidián és kalcedon) behozatalához kapcsolódó tevékenységek a közeli észak-afrikai és szicíliai partokról.

## Képek

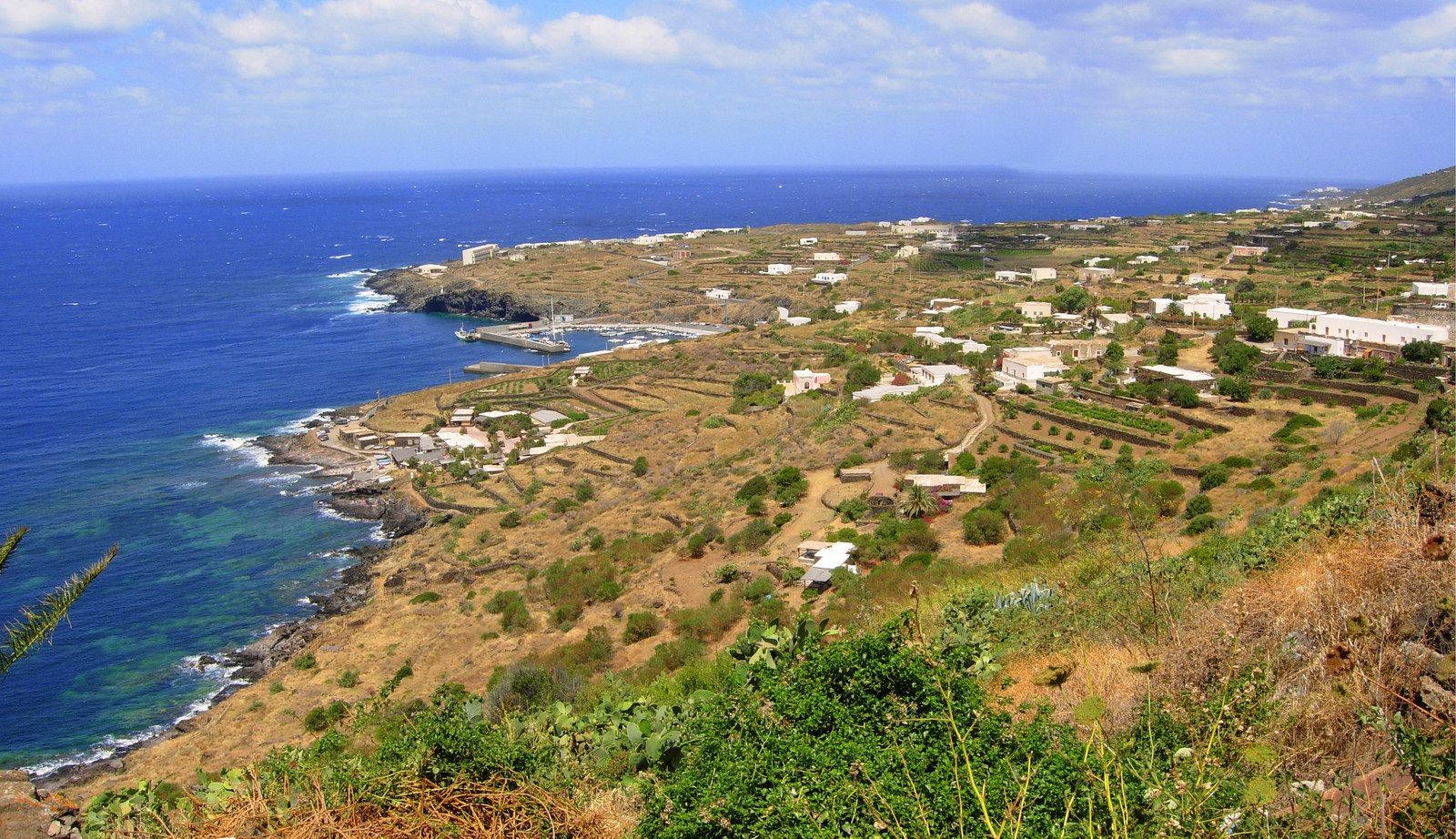
Tengerpartja
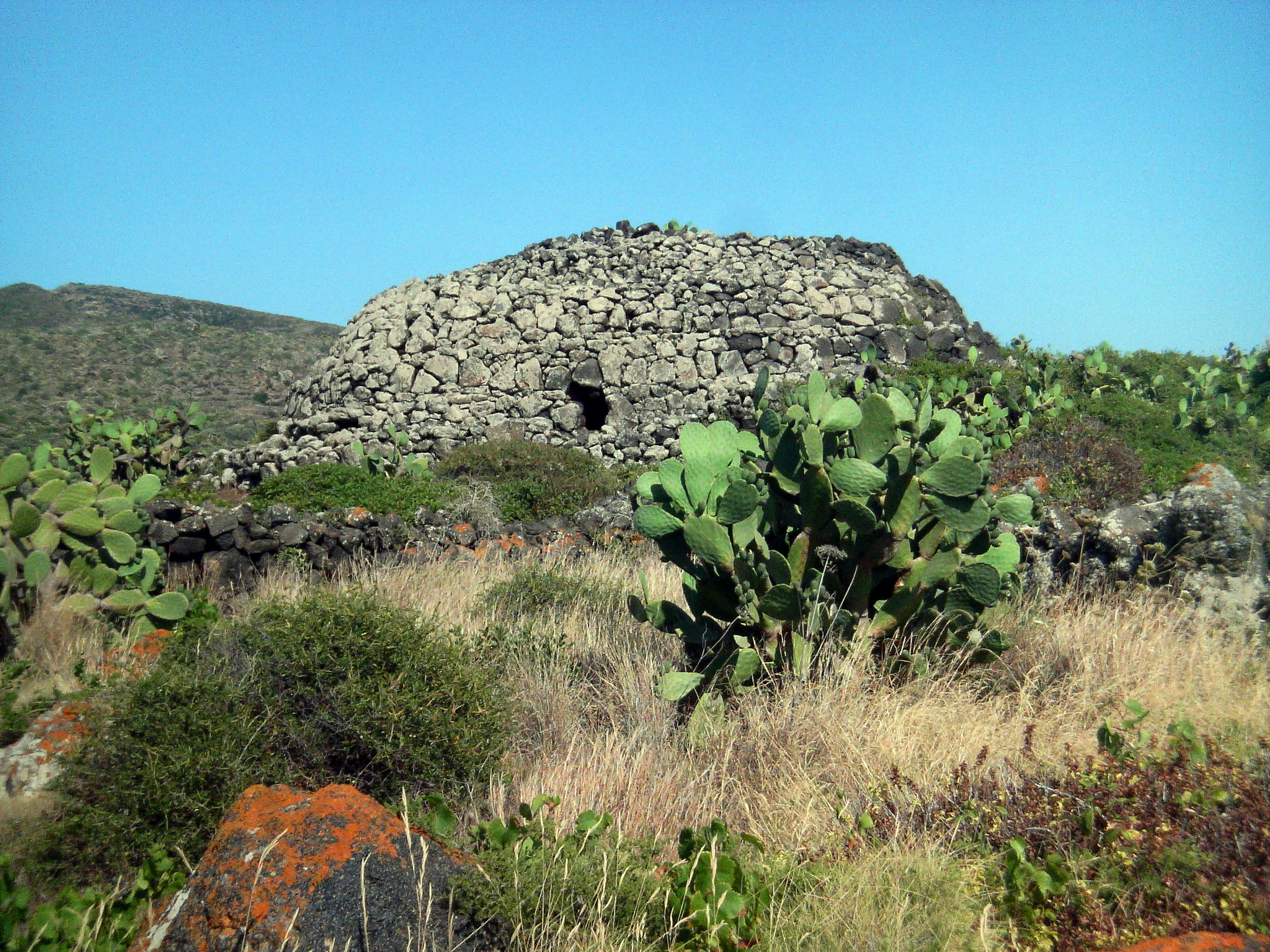
Neolitikus építmény, „sesi”
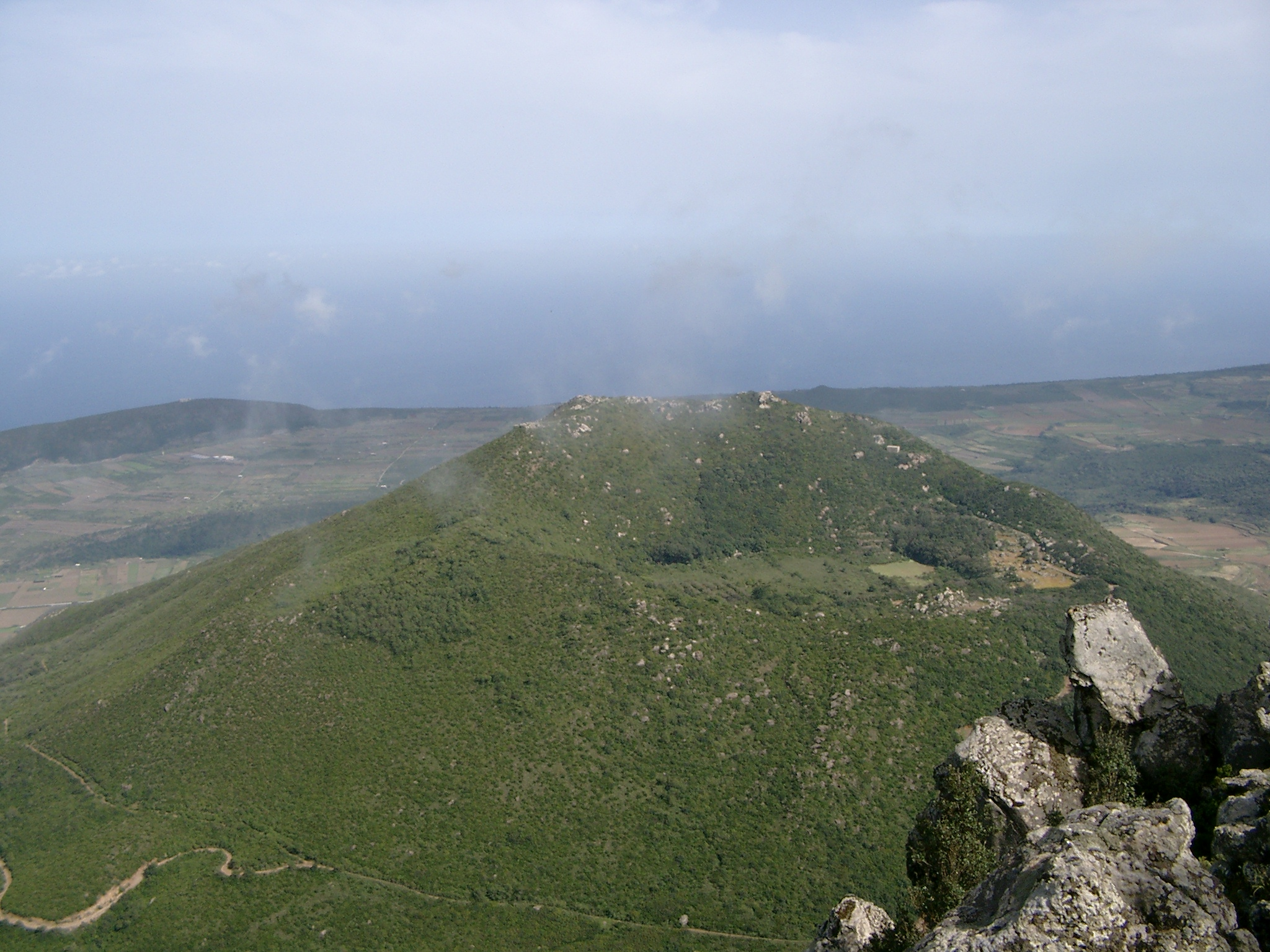
Monte Gibelè
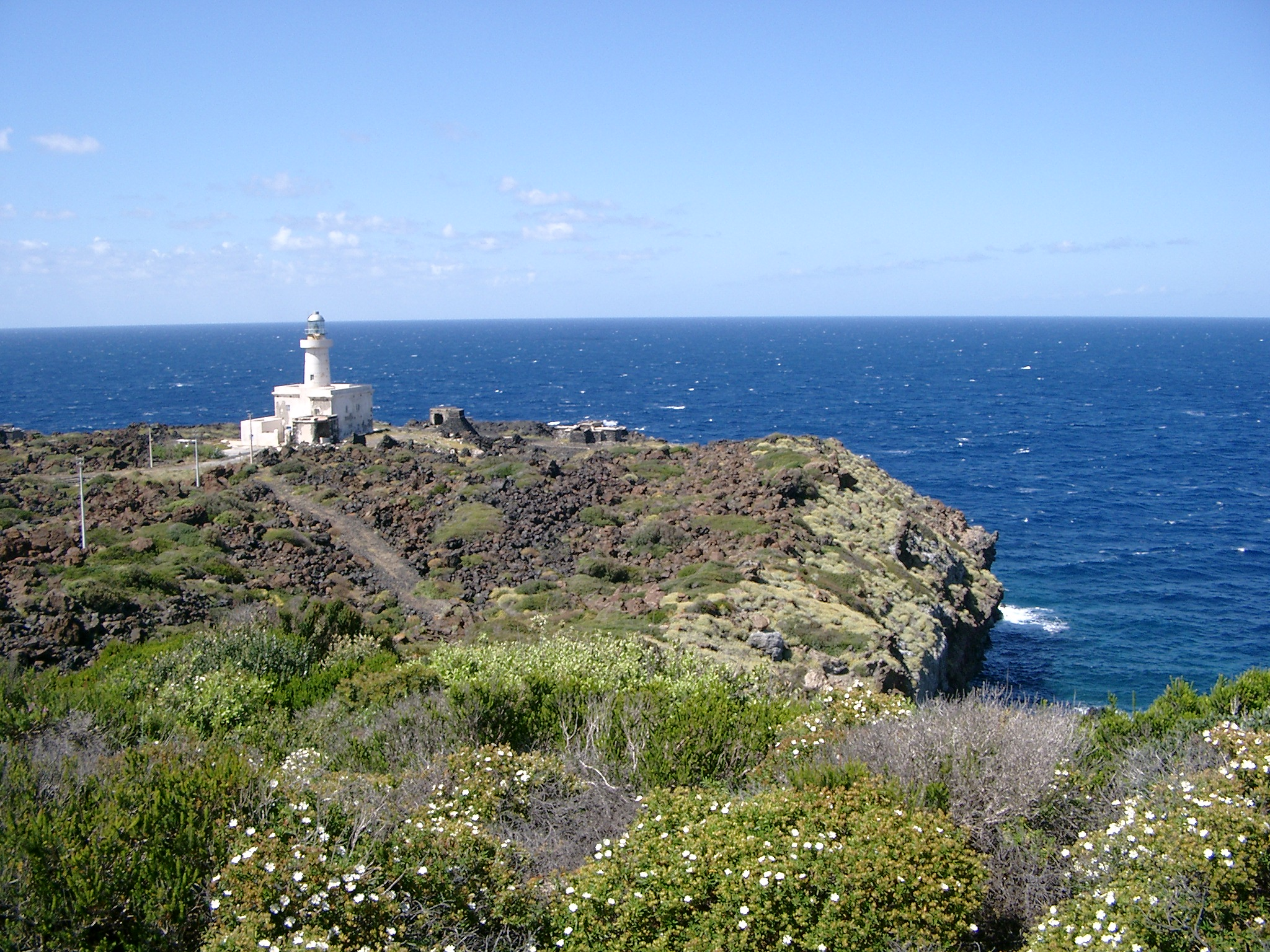
A Punta Spadillo világítótorony az északi parton
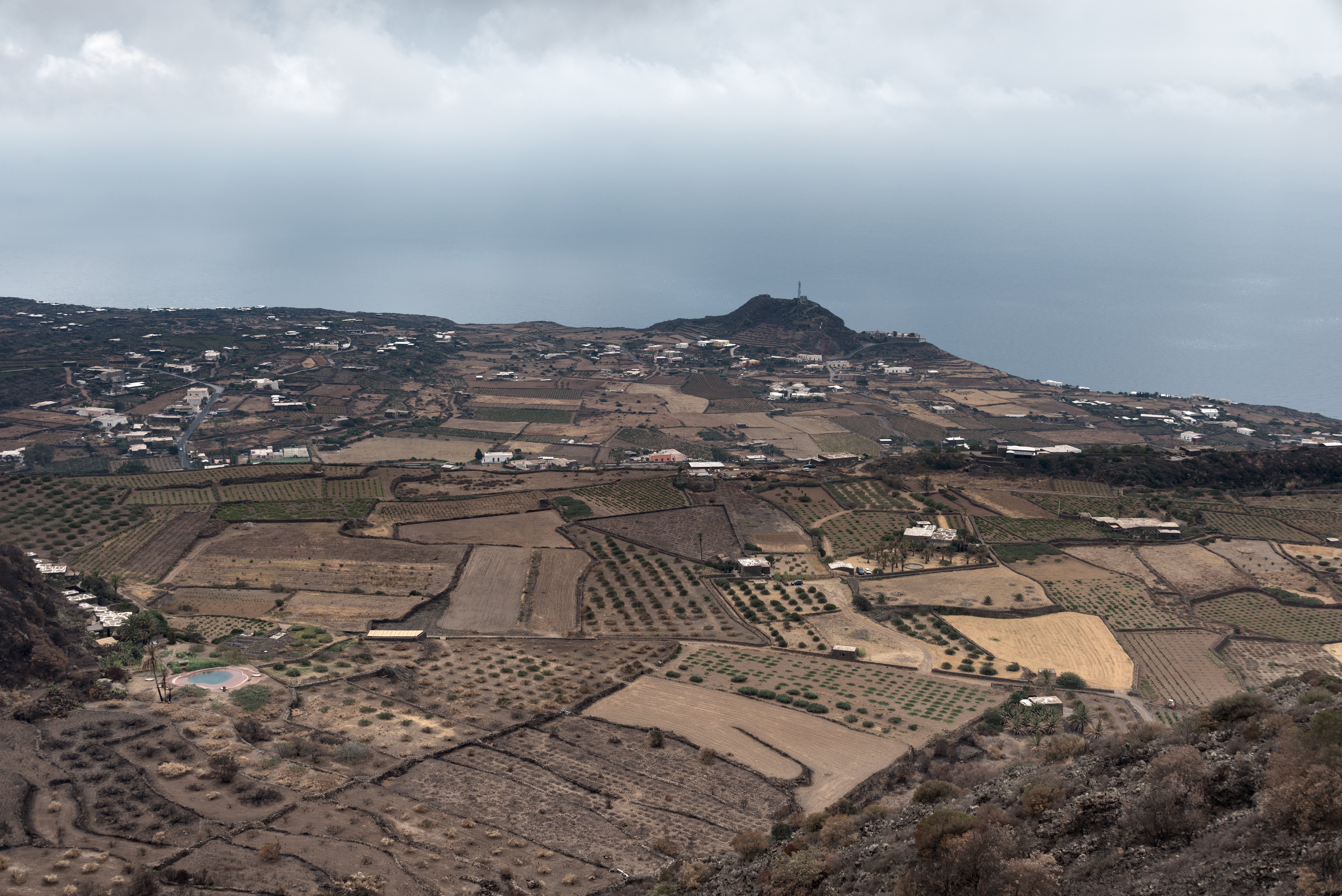
Trapani felé, 2016. augusztus 17.
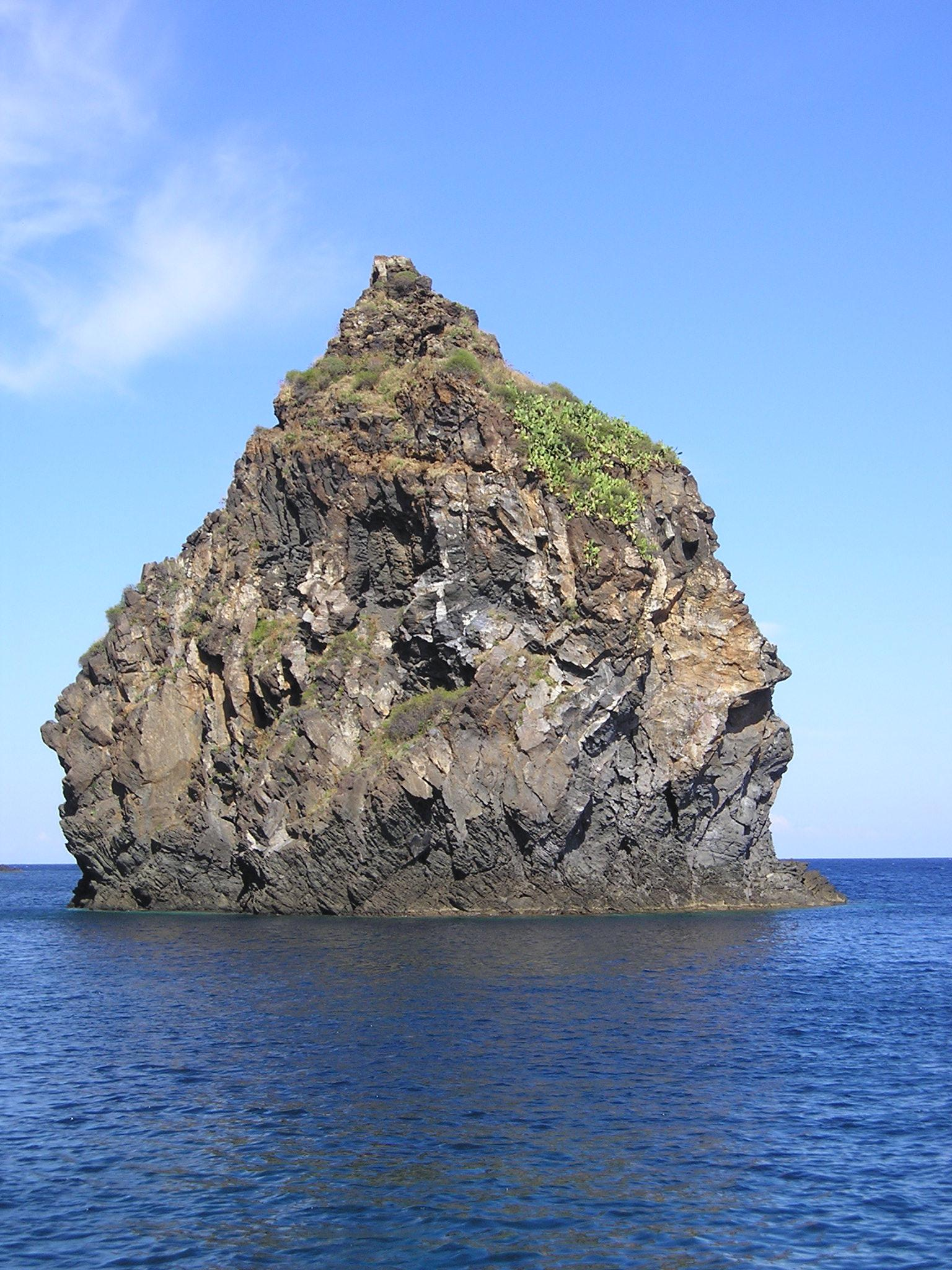
Faraglione di Dietro Isola